# Neochera eugenia
Neochera eugenia är en fjärilsart som beskrevs av Butler 1875. Neochera eugenia ingår i släktet Neochera och familjen nattflyn. Inga underarter finns listade i Catalogue of Life.